# ディーリア・オーウェンズ
ディーリア・オーウェンズ（英: Delia Owens、1949年4月4日 - ）は、アメリカ合衆国の作家、動物学者。
執筆に10年を要した初小説『ザリガニの鳴くところ』(Where the Crawdads Sing)は、2019年と2020年の2年連続でアメリカで最も売れた本となり、全世界で2200万部を突破する大ベストセラーとなった。
日本でも2020年に早川書房から出版され、2021年本屋大賞翻訳小説部門１位を受賞、複数のミステリランキングで上位となるなど好評を博した。同書は2022年にリース・ウィザースプーンによって映画化された。
ノンフィクションでは、動物学研究で滞在したアフリカ・カラハリ砂漠での体験記『カラハリ──アフリカ最後の野生に暮らす』(Cry of the Kalahari)を当時の夫マーク・オーウェンズと1984年に共著し、世界中でベストセラーとなった。

## 生涯
オーウェンズは、1950年代にジョージア州の田舎で育った。当時の夫マークと共に、ジョージア大学で生物学を学び、ジョージア大学では動物学の理学士号を取得。カリフォルニア大学デービス校では動物行動学を専攻、博士号を取得した。二人は1974年にアフリカに移住し、ボツワナのカラハリ砂漠で働き、次に北ルアングワ国立公園で働き、その後1990年代初頭にザンビアのムピカで働いた。マーク・オーウェンズは、密猟者は容赦なく「撃ち殺す」対応をしたと非難されている。ABCTVは、1996年にアンドリュー・トカック製作の「死のゲーム : マーク・オーウェンズとディーリア」という番組を放送した。ナレーターは、メレディス・ヴィエイラが務めた。この報告は、さまざまな議論を呼んだ密猟者とその義理の息子の射殺を扱ったものである。二人もザンビアでは尋問のために出頭を求められている。オーウェンズは告発を否定した。彼女の家族は「アフリカ人についての古めかしい考え」を持っていると非難され、ある批評家は彼らの見解を「アフリカ人を上から目線で哀れんでいる」と批評した。生物学の博士号を取得して以来、彼女はアフリカの野生生物の行動生態学に関する研究をNature、 Journal of Mammalogy、 Animal Behavior、 African Journal ofEcologyなどの専門雑誌に発表している。また、より多くの聴衆を対象としたNatural HistoryやInternational Wildlifeにも記事を寄稿している。
マークとは現在は離婚。アイダホ州バウンダリー郡に住んでいる。
オーウェンズは、ジョージア州ストーンマウンテンの野生生物保護のためのオーウェンス財団の共同創設者でもある。International Wildlifeに定期寄稿する他、北米全体で講演を行い、米国中のハイイログマの保護活動に参加してきた。

## 受賞歴
- 1981 - カラハリ研究プロジェクトでロレックス業績賞（元夫のマーク・オーエンズと共同受賞）[11]
- 1985 - 米国自然史博物館のジョン・バローズ賞（英語版）（マーク・オーウェンズと）[12]
- 1993 - カリフォルニア大学 優秀卒業生賞[11]
- 1994 - 黄金の方舟の漕手賞（Netherlands）[11]

## 翻訳された著書
- カラハリ──アフリカ最後の野生に暮らす（マーク・オーウェンズとの共著、小野さやか・伊藤紀子訳、早川書房、1988年11月1日）
  - カラハリが呼んでいる（『カラハリ』を改題、ハヤカワ文庫NF、2021年8月4日）
- ザリガニの鳴くところ（友廣純訳、早川書房、2020年3月5日）
  - ザリガニの鳴くところ（友廣純訳、ハヤカワ文庫NV、2023年12月5日）